# Allocosa nanahuensis
Allocosa nanahuensis este o specie de păianjeni din genul Allocosa, familia Lycosidae. A fost descrisă pentru prima dată de Badcock în anul 1932.
Este endemică în Paraguay. Conform Catalogue of Life specia Allocosa nanahuensis nu are subspecii cunoscute.